# La maldición del Queen Mary
La Maldición del Queen Mary (título original en inglés: Haunting of the Queen Mary) es una película de terror británica de 2023 dirigida por Gary Shore y protagonizada por Alice Eve y Joel Fry. Se estrenó por primera vez en Italia el 20 de julio de 2023 y en el Reino Unido el 18 de agosto de 2023.

## Reparto
- Alice Eve como Anne Calder
- Joel Fry como Patrick Calder
- Nell Hudson como Gwen Ratch
- Wil Coban como David Ratch
- Dorian Lough como Bittner
- Tim Downie como Teniente Gibson
- Wesley Alfvin como Fred Astaire
- Lenny Rush como Lukás Calder
- Florrie May Wilkinson como Jackie Ratch
- Jim Piddock como Capitán Caradine
- Maddison Nixon como Ginger Rogers
- Angus Wright como Víctor

## Producción
Haunting of the Queen Mary fue escrita por Gary Shore y Stephen Oliver, con una historia de Oliver y Tom Vaughan. y Vaughan. Es una coproducción británica entre Imagination Design Works, Rocket Science y White Horse Pictures. Brett Tomberlin desarrolló el largometraje, anunciado por primera vez en 2013. En enero de 2019, se anunció que Shore dirigiría. En marzo de 2021, se informó que Haunting of the Queen Mary estaba planeada como la primera de una trilogía de películas de terror sobre el RMS Queen Mary, un transatlántico retirado que permanece amarrado permanentemente en Long Beach, California. En octubre de 2021, comenzó la fotografía principal en un estudio desarrollado por ARRI y Creative Technologies. El rodaje tuvo lugar a bordo del RMS Queen Mary en noviembre.

## Estreno
Haunting of the Queen Mary fue estrenada en el Reino Unido por Vertigo Films el 18 de agosto de 2023 en cines limitados y bajo demanda. Vertical Entertainment estrenó la película en Estados Unidos.